# Пежо тип 65
Пежо тип 65 (фр. Peugeot Type 65) је моторно возило произведено 1904. од стране француског произвођача аутомобила Пежо у њиховој фабрици у Оданкуру. У том раздобљу је укупно произведено 12 јединица.
Возило покреће двоцилиндрични четворотактни мотор постављен напред, а преко ланчаног склопа је пренет погон на задње точкове. Његова максимална снага била је 10 КС, а запремина 1817 cm³.
Тип 65 има међуосовинско растојање од 220 цм или 250 цм и размаком точкава 132 цм. Облик каросерије tonneau (слично отвореној кочији са коњском запрегом), са простором за четири особе.